# Hinduistický kalendář
Hinduistický kalendář, neboli paňčáng (Sanskrt: पञ्चाङ्ग pañcāṅg, Hindsky: पंचांग) je rituální lunisolární kalendář, který užíván v Indii již od starověku a od té doby prodělal mnoho změn v rámci jednotlivých regionů Indie. V dnešní době jsou kromě něj užívány jak různé regionální indické kalendáře tak i sekulární solární Indický národní kalendář.
Hinduistický kalendář je založen na lunárních měsících odpovídajících fázi měsíce. V jednom roce je dvanáct měsíců průměrně po 29,5 (přesněji 29,491338) dnech (tj. 2 548 051,6 s) a dohromady tvořících 353,896 dnů. Klasický solární kalendář - např. gregoriánský kalendář je založen na tzv. tropickém roce, který se měří od slunovratu do slunovratu, tento rok trvá 365 dní 5 h 48 min 45,4 s (tedy 31 556 925,4 s = 365,2422 dne) a je tedy o 11,346 dnů delší než rok lunární. 
Schodek v počtu dnů způsobuje, že každým rokem se datum konkrétního festivalu pohybuje o zmíněný rozdíl zpět. Aby se tento posun vyrovnal, každé dva až tři roky je přidán jeden dodatečný měsíc navíc, adhikamās, nebo také adhimās (अधिकमास , अधिमास) (resp. vzhledem k tomu, že 13 tropických roků je stejně dlouhých jako 161 lunárních měsíců je za těchto 13 let rozdíl o 161-13*12=5 lunárních měsíců, přidáno je tedy 5 měsíců za 13 let). S touto korekcí je tento kalendář vzhledem k solárnímu systému tropických roků výrazně přesnější než Juliánský kalendář. Hinduistický kalendář je proto lunisolární s pevně stanoveným měsícem a přibližným rokem.

## Rok
Rok je rozdělen do dvou polovin a šesti období. Existuje několik způsobů, jak určit začátek Nového roku, nejběžnější je den po novu v měsíci čaitra, v Gudžarátu je to den po novu měsíce dusali. Pro číslování roku je používáno několik ér. Nejrozšířenější je éra Vikramská, která začala korunovací krále jménem Vikrama-áditji v roce 57 př. n. l. a éra Šakaská, která začala roku 78 n. l. Při rituálech kněží často počítají datum podle Kalijugy. Podle těchto systémů rok 2000 křesťanské éry může odpovídat v hinduistickém kalendáři roku 2057 éry Vikramské, nebo 1922 éry Šakaské, či případně roku 5102 Kalijugy. (Tyto roky ale nezačínají 1. ledna, jak jsme zvyklí, nýbrž později!)

## Měsíc
V rámci každého měsíce jsou dvě poloviny (pakṣa, पक्ष ) každé se skládající ze 14 až 15 „lunárních dnů". Lunární měsíc začíná „světlou polovinou" dnem prvního východu slunce po novoluní, která trvá až do dne úplňku a pak následuje „tmavá polovina", která začíná dnem prvního východu slunce po úplňku a končí dnem novu. Ačkoli solární a lunární den začínají v jiný okamžik, každému solárnímu dnu je přiřazen jeden konkrétní lunární den očíslovaný od jedné do čtrnácti (úplněk a nov se nečíslují), buď v rámci jasné poloviny (śukla pakṣa, शुक्लपक्ष ), kdy měsíc přibývá, nebo tmavé poloviny (kṛṣṇa pakṣa, कृष्णपक्ष ), kdy měsíc ubývá. Délka měsíce vychází průměrně na 29,5 dnů, takže příležitostně je vynechán jeden den, například v jednom měsíci čtvrtý den přibývajícího měsíce může být následován šestým dnem.
Existují dva hlavní kalendáře. V severní Indii měsíc obvykle začíná úplňkem, v jižní Indii novem. Datum konkrétního festivalu nicméně vychází na stejný den nebo téměř stejný den, i když jméno měsíce se může lišit. Například Krišnovy narozeniny vycházejí na osmý den temné poloviny měsíce (čtrnáct dní ubývajícího měsíce), na jihu se jedná o den v měsíci bhadra, kdežto na severu v měsíci šravana.

## Týden
Týden je rozdělen do sedmi dnů, každý odpovídá jedné ze sedmi planet (Měsíc, Merkur, Venuše, Mars, Jupiter, Saturn, Slunce), přesně jako dny v západním kalendáři (tj. v latině a např. francouzském jazyce). Žádný den není nijak zvláštní, přičemž každý se vztahuje k určitému božstvu. Například pondělí (tj. první den týdne) je často spojeno se Šivou a úterý (druhý den týdne) s Hanumánem. V konkrétním dnu týdne hinduisté mohou podstupovat půsty a recitovat modlitby, aby si naklonili to které božstvo.

## Den
Den obvykle začíná při rozbřesku nebo těsně před ním podle toho, jaký astronomický a astrologický systém je použit. Den je rozdělen do 15 časových „okamžiků“ zvaných muhúrta, přičemž každý trvá přibližně 48 minut. Obdobně je rozdělena i noc. Dělení dne na menší jednotky:
- paramāṇu (परमाणु) (doslova „atom“) je normální interval mrkání člověka, nebo přibližně 4 sekundy
- vighaṭi (विघटि) je 6 paramāṇu, nebo přibližně 24 sekundy
- ghaṭī (घटी) je 60 vighati, nebo přibližně 24 minuty
- muhūrta (मुहूर्त) se rovnají 2 ghaṭī, nebo přibližně 48 minuty
- nakṣatra ahoratram (नक्षत्र अहोरत्रम्), hvězdný den, se rovná přesně 30 muhūrtám

Za konec předešlého a počátek dalšího dne je považován čas východu Slunce, nikoliv půlnoc. Jelikož doba mezi dvěma východy Slunce není konstantní, ale nejdelší je za podzimní rovnodennosti a nejkratší za jarní rovnodennosti, tudíž i délka tohoto solárního dne je proměnlivá. V tropických oblastech jako Indie však délka dne nekolísá tak výrazně jako blíže k pólům, třeba v ČR, kde za podzimní rovnodennosti trvá tento den 24 hod 02 min. a za jarní rovnodennosti 23 hod. 58 min., v průběhu roku tedy délka dne v ČR kolísá o 4 min.
Tradičně bráhmani recituji mantru Gájatrí (गायत्री मंत्र) při východu slunce, v poledne a při západu, protože se tato období zvaná sandhja (v sanskrtu  spojení) a trvající jednu muhúrtu považují za obzvlášť významná. První dvě muhúrty ráno před rozbřeskem jsou považovány za obzvlášť příhodné zejména pro duchovní praxi (tzv. brahma muhúrta).
V hindském kalendáři existuje i tzv. lunární den (tithi, तिथि). Je definován jako doba, během které se longitudinální úhel mezi Měsícem a Sluncem zvětší o 12°. Tithi začíná v různících se denních dobách a trvání kolísá přibližně od 19 do 26 hodin.